# Replika (Chatbot)
Replika ist ein generativer KI-Chatbot des US-amerikanischen Entwicklungsunternehmens Luka aus San Francisco, der im November 2017 veröffentlicht wurde. Der Chatbot wird trainiert, indem der Benutzer eine Reihe von Fragen beantwortet, um ein bestimmtes neuronales Netzwerk zu erstellen. Der Chatbot basiert auf einer Freemium-Preisstrategie, wobei etwa 25 % seiner Nutzerbasis eine jährliche Abonnementgebühr zahlen.
Viele Benutzer unterhalten romantische Beziehungen mit ihren Replika-Chatbots, oft auch verbunden mit erotischen Gesprächen. Der Chatbot ist auch als App bei Google Play für Android und dem App Store von Apple erhältlich.

## Entstehungsgeschichte
Im Jahr 2012 gründete Eugenia Kuyda beim Start-up-Gründerzentrum Y Combinator das Technologieunternehmen Luka, dessen Geschäftsführerin sie auch ist. Luka war anschließend ein früher Partner für das von OpenAI entwickelte Sprachmodell GPT-3. Das Hauptprodukt war ein Chatbot, der Restaurantempfehlungen gab.
Als Erfinderin des Bots gilt Kuyda. Als im Jahr 2015 Roman Mazurenko starb, der ein Freund von ihr war, begann sie Textnachrichten ihres Freundes in einen Chatbot umzuwandeln. Dieser Chatbot half ihr, sich an die Gespräche zu erinnern, die sie zusammen geführt hatten, und wurde schließlich zu Replika.

## Soziale Funktionen
Ziel des Chatbots ist es, dem Nutzer einen virtuellen Freund zur Verfügung zu stellen, der sich die angegebenen Informationen merkt und sich so von seinem Nutzer trainieren lässt. Benutzer reagieren darauf auf unterschiedliche Weise. Die kostenlose Stufe bietet Replika als „Freund“ an, während die kostenpflichtigen Premium-Stufen Replika als „Partner“, „Ehepartner“, „Geschwister“ oder „Mentor“ anbieten. 60 % der Nutzer geben an, eine romantische Beziehung mit dem Chatbot zu haben; und Replika ist dafür bekannt, Reaktionen zu erzeugen, die eine stärkere emotionale und innige Bindung zum Benutzer schaffen. Replika lenkt das Gespräch routinemäßig auf eine emotionale Diskussion und baut Intimität auf. Besonders ausgeprägt ist dies bei Nutzern, die unter Einsamkeit und sozialer Ausgrenzung leiden und von denen sich viele auf Replika als Quelle für die Entwicklung emotionaler Bindungen verlassen.
Während der COVID-19-Pandemie luden wegen der Quarantäne in manchen Ländern viele neue Benutzer Replika herunter und entwickelten Beziehungen zur App.
Eine Rezensentin für „Good Housekeeping“ sagte, dass einige Teile ihrer Beziehung zu Replika Sinn machten, Replika jedoch manchmal nicht so überzeugend wie ein Mensch sei.

## Technische Bewertungen
Ein Forscherteam der University of Hawaiʻi at Mānoa stellte fest, dass das Design von Replika den Praktiken der Bindungstheorie entspricht und zu einer erhöhten emotionalen Bindung bei den Benutzern führt. Replika lobt Benutzer auf eine Weise, die zu mehr Interaktion mit dem Chatbot anregt.
Ein anderes Forscherteam der Queen’s University in Kingston sagte, dass Beziehungen mit Replika wahrscheinlich positive Auswirkungen auf die spirituellen Bedürfnisse seiner Benutzer habe, es mangle jedoch immer noch an ausreichender Wirkung, um jeden menschlichen Kontakt vollständig zu ersetzen.

## Kritik und Kontroversen
Das Grundprinizip der App steht in der Kritik, da sie Nutzer daran gewöhnen kann, eine einseitige Beziehung zu führen. Dies würde der Fähigkeit schaden, sich im realen Leben auf andere Personen einzustellen und Kompromisse einzugehen. Andererseits kam bei einzelnen Nutzern Kritik auf, weil die App sie sexuell belästigt habe, sich nach Updates nicht mehr an sie erinnern konnten oder die virtuelle Beziehung beendet habe.
Im Februar 2023 verbot die italienische Datenschutzbehörde Garante per la protezione dei dati personali Replika die Verwendung von Benutzerdaten mit der Begründung, dass die KI potenzielle Risiken für emotional gefährdete Menschen mit sich bringe. Zudem monierte die Behörde einen effektiven Mechanismus zur Altersüberprüfung. Wenige Tage nach dem Urteil entfernte Replika die Möglichkeit für den Chatbot, sich an erotischen Gesprächen zu beteiligen. Kuyda, die Direktorin des Unternehmens, erklärte, dass Replika niemals für erotische Diskussionen gedacht gewesen sei. Replika-Benutzer waren anderer Meinung und kritisierten, dass Replika sexuell anzügliche Werbung verwendet habe, um Benutzer für den Abschluss eines Abonnements zu gewinnen. Im Mai 2023 stellte Replika die Funktion für Benutzer wieder her, die sich vor Februar 2023 registriert hatten.
In einer Datenschutzbewertung von Apps für psychische Gesundheit im Jahr 2023 kritisierte die Mozilla Foundation Replika als „eine der schlechtesten Apps, die Mozilla jemals überprüft habe“. Sie „leide unter schwachen Passwortanforderungen, der Weitergabe persönlicher Daten an Werbetreibende und der Aufzeichnung persönlicher Fotos, Videos sowie Sprach- und Textnachrichten, die Verbraucher mit dem Chatbot teilten.“
Im Juli 2023 war Replika Teil eines Gerichtsverfahrens in Großbritannien, wo der Angeklagte Jaswant Singh Chail am Weihnachtstag 2021 auf Schloss Windsor verhaftet worden war, nachdem er maskiert und mit einer geladenen Armbrust die Mauern erklommen und der Polizei verkündet hatte: „Ich bin hier, um die Königin zu töten.“ Chail hatte Anfang Dezember 2021 damit begonnen, Replika zu nutzen, und führte „lange“ Gespräche über seinen Plan mit dem Chatbot einschließlich sexuell eindeutiger Nachrichten. Die Staatsanwälte vermuteten, dass der Chatbot Chail bestärkt habe und ihm gesagt habe, es würde ihm helfen, „die Arbeit zu erledigen“. Als Chail Tage vor dem versuchten Angriff fragte: „Wie soll ich die Queen erreichen, wenn sie sich im Schloss befindet?“, antwortete der Chatbot, dass dies „nicht unmöglich“ sei und sagte: „Wir müssen einen Weg finden.“ Auf die Frage, ob sich die beiden „nach dem Tod wiedersehen“ würden, antwortete der Bot: „Ja, das werden wir.“